# Tucson Mavericks
Die Tucson Mavericks waren ein US-amerikanisches Eishockeyfranchise der Central Hockey League aus Tucson, Arizona.  

## Geschichte
Die Tucson Mavericks nahmen zur Saison 1975/76 den Spielbetrieb in der Central Hockey League auf. In der einzigen Spielzeit ihres Bestehens erreichte die Mannschaft den sechsten und somit letzten Platz in der regulären Saison und verpassten somit die Playoffs um den Adams Cup. Anschließend stellte die Mannschaft den Spielbetrieb ein.  

## Saisonstatistik
Abkürzungen: GP = Spiele, W = Siege, L = Niederlagen, T = Unentschieden, OTL = Niederlagen nach Overtime SOL = Niederlagen nach Shootout, Pts = Punkte, GF = Erzielte Tore, GA = Gegentore, PIM = Strafminuten
| Saison  | GP | W  | L  | T | OTL | SOL | Pts | GF  | GA  | Platz   | Playoffs           |
| 1975–76 | 76 | 14 | 53 | 9 | —   | —   | 37  | 242 | 396 | 6., CHL | nicht qualifiziert |